# Plażowe Igrzyska Afrykańskie 2019
Plażowe Igrzyska Afrykańskie 2019 (port. Jogos Africanos de Praia 2019) – pierwsza edycja plażowych igrzysk afrykańskich, które odbyły się na wyspie Sal w Republice Zielonego Przylądka w dniach 14–23 czerwca 2019.
Około 1000 sportowców z 45 afrykańskich państw rywalizowało w 28 konkurencjach w 11 dyscyplinach. Były to: koszykówka 3×3, lekkoatletyka, plażowa piłka ręczna, piłka nożna plażowa, tenis plażowy, siatkówka plażowa, wioślarstwo przybrzeżne, freestyle football, karate, kitesurfing oraz pływanie na wodach otwartych. Ponadto dyscypliną pokazową był teqball. Większość zawodów została rozegrana na plaży Praia de Santa Maria.
Maskotka promująca to wydarzenie nosiła nazwę „Kretcheu”.

## Państwa biorące udział
W pierwszych plażowych igrzyskach afrykańskich wzięło udział 45 z 54 państw. Nie uczestniczyły Czad, Komory, Erytrea, Eswatini, Etiopia, Gabon, Wyspy Świętego Tomasza i Książęca, Somalia oraz Południowa Afryka.
- Algieria (71)
- Angola (7)
- Benin (2)
- Botswana (10)
- Birma (3)
- Burundi (5)
- Kamerun (3)
- Republika Zielonego Przylądka (78)
- Republika Środkowoafrykańska (3)
- Kongo (4)
- Wybrzeże Kości Słoniowej (8)
- Dżibuti (22)
- Demokratyczna Republika Konga (4)
- Egipt (2)
- Gwinea Równikowa (10)
- Gambia (6)
- Ghana (10)
- Gwinea (6)
- Gwinea Bissau (3)
- Kenia (40)
- Lesotho (2)
- Liberia (1)
- Libia (6)
- Madagaskar (2)
- Malawi (2)
- Mali (9)
- Mauretania (5)
- Mauritius (11)
- Maroko (39)
- Mozambik (5)
- Namibia (10)
- Niger (4)
- Nigeria (34)
- Rwanda (1)
- Senegal (14)
- Seszele (7)
- Sierra Leone (25)
- Sudan Południowy (6)
- Sudan (2)
- Tanzania (2)
- Togo (26)
- Tunezja (35)
- Uganda (2)
- Zambia (1)
- Zimbabwe (2)

## Przebieg zawodów
| OC | Ceremonia otwarcia | ● | Zawody | 1 | Finały zawodów | CC | Ceremonia zamknięcia |

| czerwiec                     | czerwiec                     | 14 pią. | 15 sob. | 16 nie. | 17 pon. | 18 wto. | 19 śro. | 20 czw. | 21 pią. | 22 sob. | 23 nie. | Łącznie |
| ---------------------------- | ---------------------------- | ------- | ------- | ------- | ------- | ------- | ------- | ------- | ------- | ------- | ------- | ------- |
| Ceremonie                    | Ceremonie                    | OC      |         |         |         |         |         |         |         |         | CC      |         |
| Koszykówka 3×3               | Koszykówka 3×3               |         |         |         |         |         |         | ●       | ●       | 2       | 2       | 4       |
| Lekkoatletyka                | Lekkoatletyka                |         |         | 2       |         |         |         |         |         |         |         | 2       |
| Piłka ręczna plażowa         | Piłka ręczna plażowa         | ●       | ●       | 2       |         |         |         |         |         |         |         | 2       |
| Piłka nożna plażowa          | Piłka nożna plażowa          |         |         |         |         |         | ●       | ●       | 1       | ●       | 1       | 2       |
| Tenis plażowy                | Tenis plażowy                | ●       | 1       | 2       |         |         |         |         |         |         |         | 3       |
| Siatkówka plażowa            | Siatkówka plażowa            |         |         |         |         |         | ●       | ●       | ●       | ●       | 2       | 2       |
| Wioślarstwo przybrzeżne      | Wioślarstwo przybrzeżne      | ●       | 3       |         |         |         |         |         |         |         |         | 3       |
| Football freestyle           | Football freestyle           |         |         | 2       |         |         |         |         |         |         |         | 2       |
| Karate                       | Karate                       | 2       | 2       |         |         |         |         |         |         |         |         | 4       |
| Kiteboarding                 | Kiteboarding                 |         |         |         |         |         | ●       | ●       | 2       |         |         | 4       |
| Pływanie na wodach otwartych | Pływanie na wodach otwartych |         |         | 2       |         |         |         |         |         |         |         | 2       |
| Dziennie finałów zawodów     | Dziennie finałów zawodów     | 2       | 6       | 10      | 0       | 0       | 0       | 0       | 3       | 2       | 5       | 28      |
| Suma finałów zawodów         | Suma finałów zawodów         | 2       | 8       | 18      | 18      | 18      | 18      | 18      | 21      | 23      | 28      | 28      |

## Klasyfikacja medalowa
Najwięcej złotych medali podczas pierwszych plażowych igrzysk afrykańskich zdobyła reprezentacja Maroka, która miała ich 9. Najwięcej medali, po 16 zdobyły Algieria i Maroko. Gospodarze zajęli 4. miejsce w klasyfikacji medalowej.
| Miejsce | Państwo                       | Złoto | Srebro | Brąz | Razem |
| ------- | ----------------------------- | ----- | ------ | ---- | ----- |
| 1.      | Maroko                        | 9     | 3      | 4    | 16    |
| 2.      | Algieria                      | 5     | 6      | 5    | 16    |
| 3.      | Tunezja                       | 3     | 3      | 1    | 7     |
| 4.      | Republika Zielonego Przylądka | 3     | 2      | 5    | 10    |
| 5.      | Mauritius                     | 2     | 2      | 0    | 4     |
| 6.      | Mali                          | 2     | 1      | 1    | 4     |
| 7.      | Nigeria                       | 1     | 2      | 4    | 7     |
| 8.      | Uganda                        | 1     | 0      | 1    | 2     |
| 9.      | Mozambik                      | 1     | 0      | 0    | 1     |
| 9.      | Senegal                       | 1     | 0      | 0    | 1     |
| 11.     | Namibia                       | 0     | 4      | 0    | 4     |
| 12.     | Togo                          | 0     | 2      | 0    | 2     |
| 13.     | Botswana                      | 0     | 1      | 3    | 4     |
| 14.     | Kenia                         | 0     | 1      | 2    | 3     |
| 15.     | Ghana                         | 0     | 1      | 0    | 1     |
| 16.     | Wybrzeże Kości Słoniowej      | 0     | 0      | 3    | 3     |
| 17.     | Burundi                       | 0     | 0      | 1    | 1     |
| 17.     | Dżibuti                       | 0     | 0      | 1    | 1     |

## Rezultaty

### Koszykówka 3×3
| Konkurencja:            | 1. miejsce                                                               | 2. miejsce                                                                    | 3. miejsce                                                                                  |
| Zespół mężczyzn         | Mali · Mamadou Keïta · Gaoussou Koné · Badara Bagayoko · Benke Diarouma  | Algieria · Touhami Ghezzoul · Mounir Bernaoui · Nadyr Labouize · Kamel Ammour | Wybrzeże Kości Słoniowej · Aboubakar Traoré · Ibrahim Sevede · Adjo Bokobri · Cheick Traoré |
| Konkurs wsadów mężczyzn | Anderson Correia                                                         | Benke Diarouma                                                                | Aboubakar Traoré                                                                            |
| Zespół kobiet           | Mali · Assetou Diakité · Aïssata Maïga · Alima Dembélé · Assetou Sissoko | Togo · Adjovi Tossou Afanwoubo · Rachel Ndukue · Samiya Pindra · Aku Afetse   | Nigeria · Azibaye Mac-Dangosu · Murjanatu Musa · Nkem Akaraiwe · Josette Anaswem            |
| Konkurs rzutów kobiet   | Josette Awasnem                                                          | Victoria Netumbo                                                              | Assetou Sissoko                                                                             |

### Lekkoatletyka
| Konkurencja:        | 1. miejsce       | 2. miejsce            | 3. miejsce            |
| Półmaraton mężczyzn | Robert Chemonges | Charles Yosei Muneria | Abdillahi Bouh Moumin |
| Półmaraton kobiet   | Riham Senani     | Lavinia Haitope       | Priscilla Chelangat   |

### Piłka ręczna plażowa
| Konkurencja:    | 1. miejsce | 2. miejsce | 3. miejsce |
| Zespół mężczyzn | Tunezja · Marwane Soussi · Mohamed Maaouia · Aimen Touzi · Mohamed Ben Mida · Omar Saied · Marwen Chetioui · Ahmed Sfar · Nizar Ben Rajab · Achraf Elabed | Togo · Abdoula Modi · Komi Djokpe · Ayavi Ayivi · Mawuko Ayenou · Yaou Adjinda · Aduayi Aduayu-Akue · Aboudou Gado · Kossi Tchassanti · Ayao Boboloe                               | Maroko · Achraf Fliss · Ayoub Barkhane · Redwane Braout · Hicham El Harti · Hicham El Hakimy · Mehdi Ismaili Alaoui · Mohamed El Guens · Zouhair Ouasfi · Mohamed Rachid Hamed |
| Zespół kobiet   | Tunezja · Safa Ameri · Ameni Jemmali · Leila Ouerfelli · Samira Arfaoui · Siwar Ammar · Amani Salmi · Manel Mrad · Hanen Romdhane · Boutheina Amiche      | Republika Zielonego Przylądka · Odete Tavares · Suzana Barros · Jorgeana Carvalho · Iliana Semedo · Eneida Lopes · Telma Fernandes · Rute Fernandes · Marta Coelho · Maria Correia | Algieria · Sihem Hemissi · Lina Slimani · Fatiha Haimer · Tina Salhi · Sylia Zouaoui · Feriel Belouchrani · Yamina Bensalem · Sarah Ait Habib · Kenza Makhloufi                |

### Piłka nożna plażowa
| Konkurencja:    | 1. miejsce | 2. miejsce | 3. miejsce |
| Zespół mężczyzn | Senegal · Djibril Gueye · Lansana Diassy · Amadou Ba · Mamadou Sylla · Mansour Diagne · Al Seyni Ndiaye · Ninou Diatta · El Hadji Mbaye · Babacar Fall · Papa Ndoye                                                                                                  | Maroko · Rabi Aboutalbi · Zakariae Ahriga · Sami Iazal · Nassim El Hadaoui · Azzedine El Hamidy · Miloud Ennakhli · Anas El Hadaoui · Yassir Abada · Ismail El Ouariry · Ali Elkhdym | Nigeria · Benjamin Iluyomade · Godwin Iorbee · Emmanuel Ohwoferia · Azeez Abu · Hego Ogbonna · Paul Danjuma · Austin Igudia · Godwin Tale · Adams Taiwo |
| Zespół kobiet   | Republika Zielonego Przylądka · Jocilene Martins Semedo · Kellisa Fortes · Jacinta Dias Rodrigues · Ruth Gomes Duarte · Vânia Ramos de Sousa Lobo · Rosângela Limas Ramos · Simônica Tavares Duarte · Keila Almeida Delgado · Vanda Delgado da Graça · Carolyn Tomar | Algieria · Amina Haleyi · Rayane Doumi · Samar Benhamouda · Kamilia Boutiara · Rania Boudellal · Romaissa Boudiaf · Meriem Haleyi · Wafa Bencheikh · Khadidja Nefissa · Sarah Derbal | Not awarded |

### Tenis plażowy
| Konkurencja:   | 1. miejsce                                           | 2. miejsce                                       | 3. miejsce                                                             |
| Debel mężczyzn | Maroko · Youssef Ghazouani · Anass Bouaouda          | Mauritius · Fabrice Nayna · Etienne Fleurie      | Kenia · Fazal Khan · Ibrahim Yego                                      |
| Debel kobiet   | Maroko · Camilla Benabdeljalil · Sarah Benabdeljalil | Nigeria · Blessing Audu · Christie Agugbom       | Republika Zielonego Przylądka · Silvia Nascimento · Jocilene Fernandes |
| Debel mieszany | Maroko · Anass Bouaouda · Camilla Benabdeljalil      | Maroko · Youssef Ghazouani · Sarah Benabdeljalil | Republika Zielonego Przylądka · Anderson Neves · Jocilene Fernandes    |

### Siatkówka plażowa
| Konkurencja:    | 1. miejsce                                         | 2. miejsce                              | 3. miejsce                                   |
| Zespół mężczyzn | Mozambik · Delcio Soares · Aldevino Nguvo          | Ghana · Samuel Essilfie · Kelvin Carboo | Maroko · Mohammed Abicha · Zouheir El Graoui |
| Zespół kobiet   | Maroko · Nora Nezha Jihane Darrhar · Imane Zeroual | Namibia · Julia Laggner · Kim Seebach   | Kenia · Naomie Too · Gaudencia Makokha       |

### Wioślarstwo przybrzeżne
| Konkurencja:     | 1. miejsce                               | 2. miejsce                            | 3. miejsce                                 |
| Jedynka mężczyzn | Oussama Habiche                          | Mohamed Mansouri                      | Michael Moses                              |
| Jedynka kobiet   | Sarra Zammali                            | Amina Rouba                           | Esther Toko                                |
| Zespół mieszany  | Algieria · Oussama Habiche · Amina Rouba | Nigeria · Michael Moses · Esther Toko | Tunezja · Mohamed Mansouri · Sarra Zammali |

### Freestyle football
| Konkurencja:      | 1. miejsce      | 2. miejsce       | 3. miejsce       |
| Battles mężczyzn  | Othmane Djedidi | Nicholas Barros  | Noureddine Saïdi |
| Routines mężczyzn | Nicholas Barros | Noureddine Saïdi | Othmane Djedidi  |

### Karate
| Konkurencja:            | 1. miejsce                                                 | 2. miejsce                                                           | 3. miejsce                                                                            |
| Kata mężczyzn           | Mohammed El-Hanni                                          | Mouad Ouites                                                         | Ofentse Bakwadi                                                                       |
| Kata mężczyzn           | Mohammed El-Hanni                                          | Mouad Ouites                                                         | Songuida Sanogo                                                                       |
| Kata zespołowa mężczyzn | Algieria · Samir Lakrout · Mouad Ouites · Haoua Abdelhakim | Botswana · Thebe Duna · Tlotlang Ponatshego · Ofentse Bakwadi        | Republika Zielonego Przylądka · Mauro Soares · José Mendes Gonçalves · Leonardo Ramos |
| Kata zespołowa mężczyzn | Algieria · Samir Lakrout · Mouad Ouites · Haoua Abdelhakim | Botswana · Thebe Duna · Tlotlang Ponatshego · Ofentse Bakwadi        | Burundi · Nkeshimana Elvis · Ntiruseseka Herve · Mukeshimana Brillant                 |
| Kata kobiet             | Sanae Agalmam                                              | Suzelle Pronk                                                        | Entle Maungwa                                                                         |
| Kata kobiet             | Sanae Agalmam                                              | Suzelle Pronk                                                        | Manal Kamilia Hadj Saïd                                                               |
| Kata zespołowa kobiet   | Maroko · Sanae Agalmam · Aya En-Nesyry · Lamiae Bertali    | Algieria · Manal Kamilia Hadj Saïd · Sara Hanouti · Rayane Salakedji | Botswana · Centy Kgosikoma · Lame Hetanang · Entle Maungwa                            |
| Kata zespołowa kobiet   | Maroko · Sanae Agalmam · Aya En-Nesyry · Lamiae Bertali    | Algieria · Manal Kamilia Hadj Saïd · Sara Hanouti · Rayane Salakedji | Republika Zielonego Przylądka · Sophia Evora · Danisa Conceicao · Silviane Mendes     |

### Kitesurfing
| Konkurencja:          | 1. miejsce            | 2. miejsce       | 3. miejsce      |
| Boardercross mężczyzn | Jean Lauri Fenouillot | Luis Drany Clair | Ahmed Boudjatit |
| Foilracing mężczyzn   | Jean Lauri Fenouillot | Hicham Tirya     | Luis Duarte     |

### Pływanie na wodach otwartych
| Konkurencja:  | 1. miejsce              | 2. miejsce     | 3. miejsce          |
| 5 km mężczyzn | Mathy Mathieu Ben Rahou | Haithem Mbarki | Ali Merouane Betka  |
| 5 km kobiet   | Sara Moualfi            | Alya Gara      | Ayat Allah Elanouar |

## Dyscypliny pokazowe

### Teqball
| Konkurencja:   | 1. miejsce                                             | 2. miejsce                                    | 3. miejsce                                                       |
| Debel mężczyzn | Kamerun · Hubert Noah Essomba · Gregory Tchami-Djomaha | Nigeria · Thankgod Adindu · Emmanuel Nwabueze | Republika Zielonego Przylądka · Ekson da Graça · Rodirley Duarte |